# Торріана
Торріана (італ. Torriana) — колишній муніципалітет в Італії, у регіоні Емілія-Романья,  провінція Ріміні. З 1 січня 2014 року Торріана є частиною новоствореного муніципалітету Поджо-Торріана.
Торріана розташована на відстані близько 240 км на північ від Рима, 105 км на південний схід від Болоньї, 17 км на південний захід від Ріміні.
Населення — 1615 осіб (2012).
Щорічний фестиваль відбувається 26 серпня. Покровитель — San Vicino.

## Демографія
Населення за роками:

Станом на 31 грудня 2010 року в муніципалітеті офіційно проживало 168 іноземців з 24 країн, серед них 40 громадян країн Євросоюзу та 14 громадян України.

## Сусідні муніципалітети
- Боргі
- Новафельтрія
- Поджо-Берні
- Сан-Лео
- Сольяно-аль-Рубіконе
- Веруккьо